# Ambalavao (Analamanga)
Ambalavao is een plaats en commune in het centrum van Madagaskar, behorend tot het district Antananarivo-Atsimondrano, dat gelegen is in de regio Analamanga. Tijdens een volkstelling in 2001 telde de plaats 7.117 inwoners.